# Kernmünsterland
Das Kernmünsterland ist eine etwa 2700 km² umfassende naturräumliche Haupteinheit im Zentrum der Haupteinheitengruppe Westfälische Bucht sowie des historischen Münsterlandes und im Norden Westfalens. Es wird nach Westen, Norden und Osten von den Sandlandschaften des West- und Ostmünsterlandes umschlossen, während im Süden die Lösslandschaften von Hellwegbörden und Emscherland angrenzen. Geologisch hebt es sich durch anstehende bzw. kaum überlagerte Oberkreideschichten deutlich von den benachbarten Landschaften ab.
Das Kernmünsterland wird grob begrenzt durch das Tal der Lippe im Süden und jenes der Ems im Nordosten, wobei das Lippetal zum Kernmünsterland gerechnet wird, das Emstal jedoch zum Ostmünsterland. Westlich begrenzt wird es durch die Höhenzüge Baumberge (bis 189 m) und Schöppinger Rücken (bis 158 m) im Nordwesten und die Halterner Berge (bis 154 m – Hohe Mark, Borkenberge und Haard) im Südwesten, wobei Baumberge  und Schöppinger Rücken dem Kernmünsterland hinzugerechnet werden, die Halterner Berge hingegen dem Westmünsterland. Als weiterer Höhenzug gehören die Beckumer Berge (bis 174 m) im Südosten zur Haupteinheit.

## Lage und Grenzen
Zum Kernmünsterland gehört mit der Stadt Münster (ohne Nordosten) im Norden, dem Kreis Coesfeld (ohne äußersten Westen mit Coesfeld und Billerbeck) im Westen und dem Kreis Warendorf (ohne den Norden mit Sassenberg, Warendorf-Nord, Telgte und Ostbevern) im Osten das Zentrum des historischen Münsterlandes.
Anteil haben ferner in Randlagen (im Gegenuhrzeigersinn, beginnend im Südwesten):
- kleine Randgebiete des Kreises Recklinghausen im Südwesten
- der Norden des Kreises Unna (Selm, Werne, Lünen (Ortsteil Altlünen) und der Norden Bergkamens) im westlichen Süden
- die Nordhälfte Hamms im Süden
- der westliche Norden des Kreises Soest (Lippetal) im östlichen Süden
- der Südwesten des Kreises Gütersloh (Langenberg, Herzebrock-Clarholz) im Südosten
- der Südwesten des Kreises Steinfurt (Altenberge, Nordwalde, Laer, Steinfurt) im Nordwesten
- kleine Randgebiete des Kreises Borken (Schöppingen) im äußersten Nordwesten [2]

## Naturräumliche Gliederung
Das Kernmünsterland gliedert sich wie folgt (in den feineren Untereinheiten mit zwei Nachkommastellen sind zur besseren Ortung einzelne Ortschaften verlinkt):
- (zu 54 Westfälische Bucht)
  - 541 Kernmünsterland
    - 541.0 Burgsteinfurter Land
      - 541.00 Osterwicker Hügelland (bis 128 m)
      - 541.01 Darfelder Mulde
      - 541.02 Schöppinger Rücken (am Schöppinger Berg 158 m)
      - 541.03 Baumberge (am Westerberg 189 m)
      - 541.04 Hohenholter Lehmebene
      - 541.05 Altenberger Rücken (am Paschhügel um 119 m)
      - 541.06 Suttorfer Platte
      - 541.07 Coesfeld-Daruper Höhen (bis 166 m)

    - 541.1 Münstersche Ebene
      - 541.10 Nottulner Hügelland
      - 541.11 Roxeler Riedel
      - 541.12 Die Davert
      - 541.13 Uppenberger Geestrücken
      - 541.14 Wolbecker Ebene
      - 541.15 Everswinkeler Hügel

    - 541.2 Münsterländer Platten (bis 110 m)
      - 541.20 Bulderner Platte
      - 541.21 Emkumer Platte
      - 541.22 Seppenrader Hügel (bis 110 m)
      - 541.23 Lüdinghausen-Olfener Flachmulde
      - 541.24 Ascheberger Platte
      - 541.25 Drensteinfurter Platte
      - 541.26 Ahlener Platte
      - 541.27 Hoetmarer Platte

    - 541.3 Beckumer Berge (am Mackenberg bis 174 m)
      - 541.30 Dolberger Höhen
      - 541.31 Stromberger Platte
      - 541.32 Oelder  Riedelland
      - 541.33 Beckumer Mulde
      - 541.34 Ennigerloher Platte

    - 541.4 Wiedenbrücker Platten
      - 541.40 Holtruper Heide
      - 541.41 Letter Platte
      - 541.42 Wadersloher Platte
      - 541.43 Liesborner Platte

    - 541.5 Lipper Höhen (bis 117 m)
      - 541.50 Cappenberger Höhen (bis 112 m)
      - 541.51 Südkirchener Hügelland
      - 541.52 Werner Berg- und Hügelland (bis 117 m)

    - 541.6 Mittleres Lippetal
      - 541.60 Herzfelder Tal
      - 541.61 Hamm-Uentroper Talaue
      - 541.62 Lünener Talaue
      - 541.63 Pelkumer Terrasse (linkslippisch)
      - 541.64 Heessener Terrasse (rechtslippisch)
      - 541.65 Werner Terrasse (rechtslippisch)
      - 541.66 Markfelder Terrasse (linkslippisch)

## Gewässer
Die Nordosthälfte des Kernmünsterlandes entwässert zur Ems, der äußerste Nordwesten zum IJsselmeer und Westen bis Süden über die Lippe zum Rhein. Dabei nehmen die Einzugsgebiete von Werse (zur Ems) und Stever (zur Lippe) allein zwei Drittel der Haupteinheit ein.

### Fließgewässer
Wichtigste Flüsse zum IJsselmeer sind, von Norden nach Süden geordnet (in Klammern Länge und Einzugsgebiet [im Kernmünsterland]):
- Steinfurter Aa (Oberlauf; zur Vechte, s. u.; 46,4 [27] km, 205 [ca. 145[7]] km²)
- Vechte (oberer Oberlauf; 181,7 [13] km, 3.780 [ca. 78[7]] km² – nur 43,4 km und <410 km² in der Westfälischen Bucht)
- Dinkel (nur einige Oberläufe von Nebenflüssen; zur Vechte; 89,0 [0] km, 643 [ca. 43[7]] km²)
- Berkel (Quelllauf und Oberläufe von Nebenbächen; zur IJssel; 114,6 [2] km, [ca. 70[7]] km²)

Die wichtigsten rechten Nebenflüsse der Lippe sind, lippeaufwärts von West nach Ost geordnet:
- Stever (ohne Halterner Mühlenbach und Unterlauf; 58,0 [42,4] km, 924 [ca. 628[7]] km²)
- Horne (12,6 km, 42,4 km²)
- Geinegge (9,4 km, 26,6 km²)
- Quabbe (16,6 km, 74,2 km²)
- Glenne (vor allem Liese; 45,5 [0] km, 324,6 [ca. 99[7]] km²)

Der Ems fließen, emsabwärts von Südosten nach Norden, folgende linke Nebenflüsse zu:
- Fortbach (Mündung kurz vor der Ems in den Grubebach; 19,6 km, 33,4 km²)
- Hamelbach (14,4 km, 21,8 km²)
- Axtbach (34,1 [33,6] km, 239,9 [ca. 186[7]] km²)
- Holzbach (11,1 km, 25,5 km²)
- Mussenbach (24,4 km, 81,9 km²)
- Werse (66,6 [54,5] km, 762,5 [ca. 729[7]] km²)
- Münstersche Aa (43,0 [27,5] km, 172,3 [ca. 145[7]] km²)
- Temmingsmühlenbach (17,1 [9,0] km, 69,3 [ca. 48[7]] km²)
- Emsdettener Mühlenbach (19,6 [8,5] km, 107,9 [ca. 48[7]] km²)